# Каменные могилы
Ка́менные моги́лы — отделение Украинского государственного степного естественного заповедника. Комплексный заповедник. Расположен возле села Назаровка в Мариупольском районе Донецкой области (300 га) и Пологовском районе Запорожской области (100 га) вдоль правого берега реки Каратыш, левого притока реки Берды. Основан 5 апреля 1927 года. Статус заповедника присвоен постановлением Совета министров УССР № 1118 от 22 июля 1961 года.
В 2008 году заповедник «Каменные могилы» попал в топ-21 всеукраинского конкурса «Семь природных чудес Украины».

## Природная ценность
Заповедник представляет собой скальные выходы высотой 50-70 м посреди степи, образовавшиеся 2 миллиарда лет тому назад из-за извержения вулкана. Цепь гор состоит из Западной и Восточной гряды. В западной гряде находятся вершины «Лягушка» и «Острая», «Медведица с маленьким Медвежонком», «Динозавр». В восточной гряде находятся вершины «Малая Панорамная» (или «Мышь»). Также есть вершины «Южная», «Скорбящая Вдова», «Витязь» «Панорама».  Высота вершин до 200 м.
Гранитные обнажения сочетаются с участками целинной степи. Граниты серые и чёрные, розоватые граниты встречаются крайне редко.
В заповеднике встречаются гадюки, поэтому нужно быть осторожным.
В заповеднике произрастает 29 видов флоры, внесённых в Красную книгу Украины. Охраняются целинные разнотравно-типчаково-ковыльные степи и растительность гранитных отслоений. Флора насчитывает 468 видов сосудистых растений, 50 — мохообразных, 38 — водорослей, 78 — лишайников, 182 — грибов. 20 видов шиповников. Среди растений, произрастающих на территории заповедника, встречаются абсолютные эндемики, среди них тысячелистник голый, василёк ложно-белоочешуйчатый. Папоротник вудсия альпийская, кроме заповедника, не встречается ближе, чем за 1000 км от него.

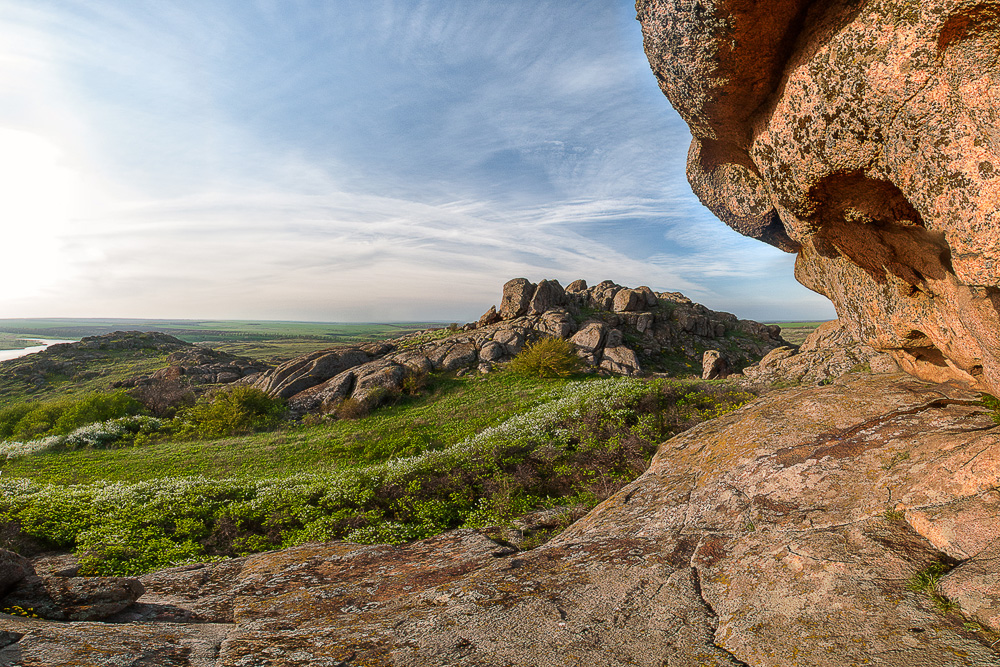
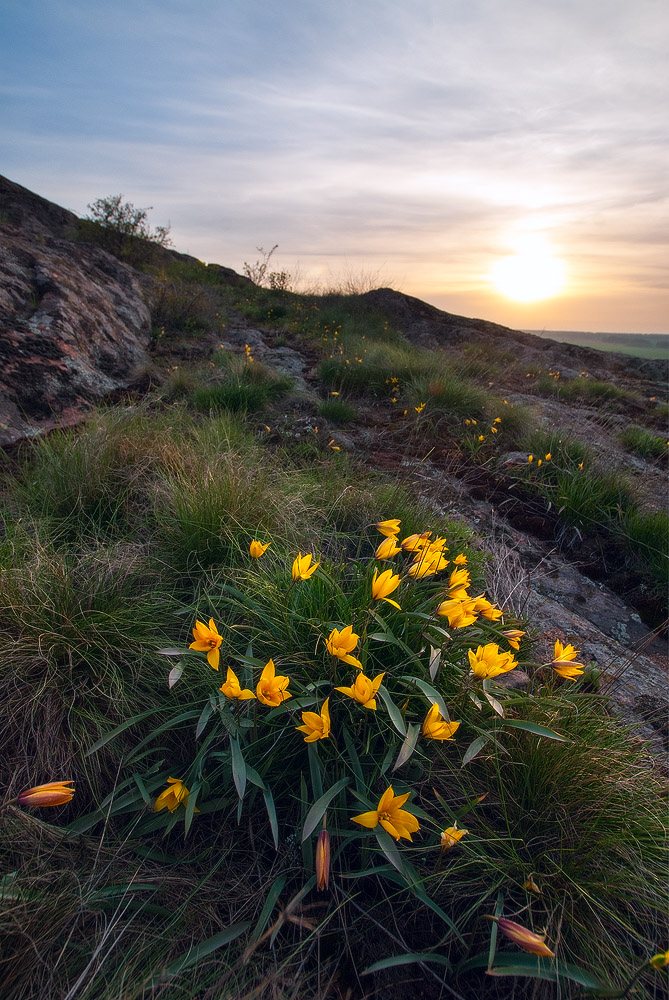
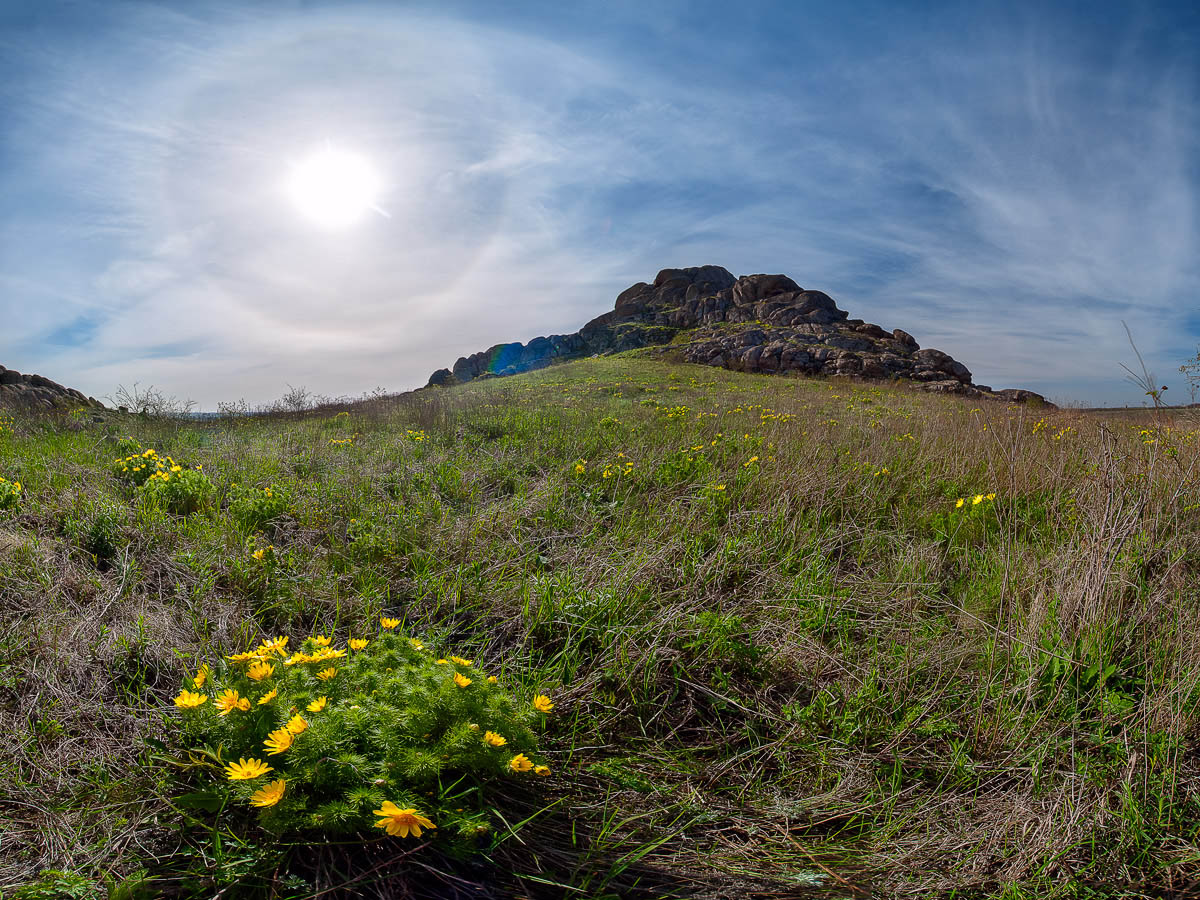

## Историческая ценность
Горное образование было культовым для представителей ямных, катакомбных и срубных культур. У центральной усадьбы заповедника выставлены древние каменные бабы, свезённые с разных мест в степи. По периметру заповедника расположены скифские погребальные курганы. Первое кольцо курганов диаметром 5 км, второе — 17 км. В 1992 году на вершине могилы «Острая» найден камень с наскальной тайнописью. По одной из версий это запись о том, что здесь находился алтарь бога древних скифов Ареса.
По версии профессора К. В. Кудряшова (1885—1962) 31 мая 1223 года на территории Каменных могил располагался укрепленный лагерь киевского князя Мстислава во время битвы на Калке.
По версии Аноприенко А. Я. Каменные Могилы представляют особый интерес с точки зрения археоастрономии, так как при наблюдении с восточной гряды (от т. н. Лягушки) в дни равноденствий солнце восходит точно над своеобразным гранитным визиром в створе главных вершин западной гряды. При этом так называемая Лягушка, образованная приваленными друг к другу гранитными мегалитами, может интерпретироваться как голова символической фигуры звездного Большого Пса.